# ديملشتات
ديمل اشتات (بالألمانية: Diemelstadt) هي بلدة، مدينة وبلدة ألمانية تقع في ألمانيا في Waldeck-Frankenberg. يقدر عدد سكانها بـ 5,989 نسمة .

## المدن التوأمة
مدينة كرانيشفلد هي مدينة توأمة لـديمل اشتات.